# Cas Pretòria
El cas Pretòria és el nom en clau donat pel jutge Baltasar Garzón a les actuacions judicials del 27 d'octubre de 2009 per uns suposats delictes de suborn, corrupció urbanística i blanqueig de diners que fins al moment han originat la detenció de 9 persones.
Entre els detinguts es troben: l'alcalde de Santa Coloma de Gramenet Bartomeu Muñoz (PSC-PSOE), el regidor d'Urbanisme Manuel Dobarco (PSC-PSOE), l'ex-conseller de Finances de la Generalitat de Catalunya Macià Alavedra (CiU), l'ex-secretari general de la Presidència Lluís Prenafeta (CiU) i l'exdiputat Luis Andrés García Sáez (expulsat del PSC-PSOE l'any 1992), conegut pel malnom de Luigi. La investigació ha estat desenvolupada per la Unitat de la Guàrdia Civil especialitzada en delictes econòmics sota les ordres del jutge de l'Audiència Nacional Baltasar Garzón i després de dos anys d'indagacions de la Fiscalia Anticorrupció i de l'Agència Tributària.
La Guàrdia Civil va fer registres a l'edifici de l'Ajuntament de Santa Coloma, i es va reclamar informació d'operacions urbanístiques als ajuntaments de Badalona i Sant Andreu de Llavaneres. També hi van haver registres als habitatges i despatxos de Prenafeta i Alavedra, així com una empresa constructora de l'Hospitalet de Llobregat.
L'origen de la investigació es troba en el sumari del cas per blanqueig de diners BBVA Privanza, que operava a l'illa de Jersey (Illes Anglonormandes) l'any 2002. La trama hauria defraudat 45 milions d'euros en tres operacions urbanístiques a Santa Coloma de Gramenet (Operació Pallaresa), Sant Andreu de Llavaneres (operació Niesma) i al Port esportiu de Badalona, amb uns guanys il·lícits de 5,9 milions d'euros.

## Condemna
Luis Andrés García Sáez fou condemnat a 7 anys, 1 mes i 27 dies de presó, Bartomeu Muñoz a 5 anys, 8 mesos i 28 dies de presó, i Manuel Dobarco a 8 anys i 6 mesos d'inhabilitació, mentre Macià Alavedra i Lluís Prenafeta, 1 any, 11 mesos i 27 dies de presó per tàfic d'influències i blanqueig de capitals amb atenuant de dilació indeguda i confessió, i el decomís de 1,1 milions d'euros de Bartomeu Muñoz, de 3,2 milions d'euros d'Alavedra i 5,2 milions d'euros de Prenafeta.